# Phoenixgraben

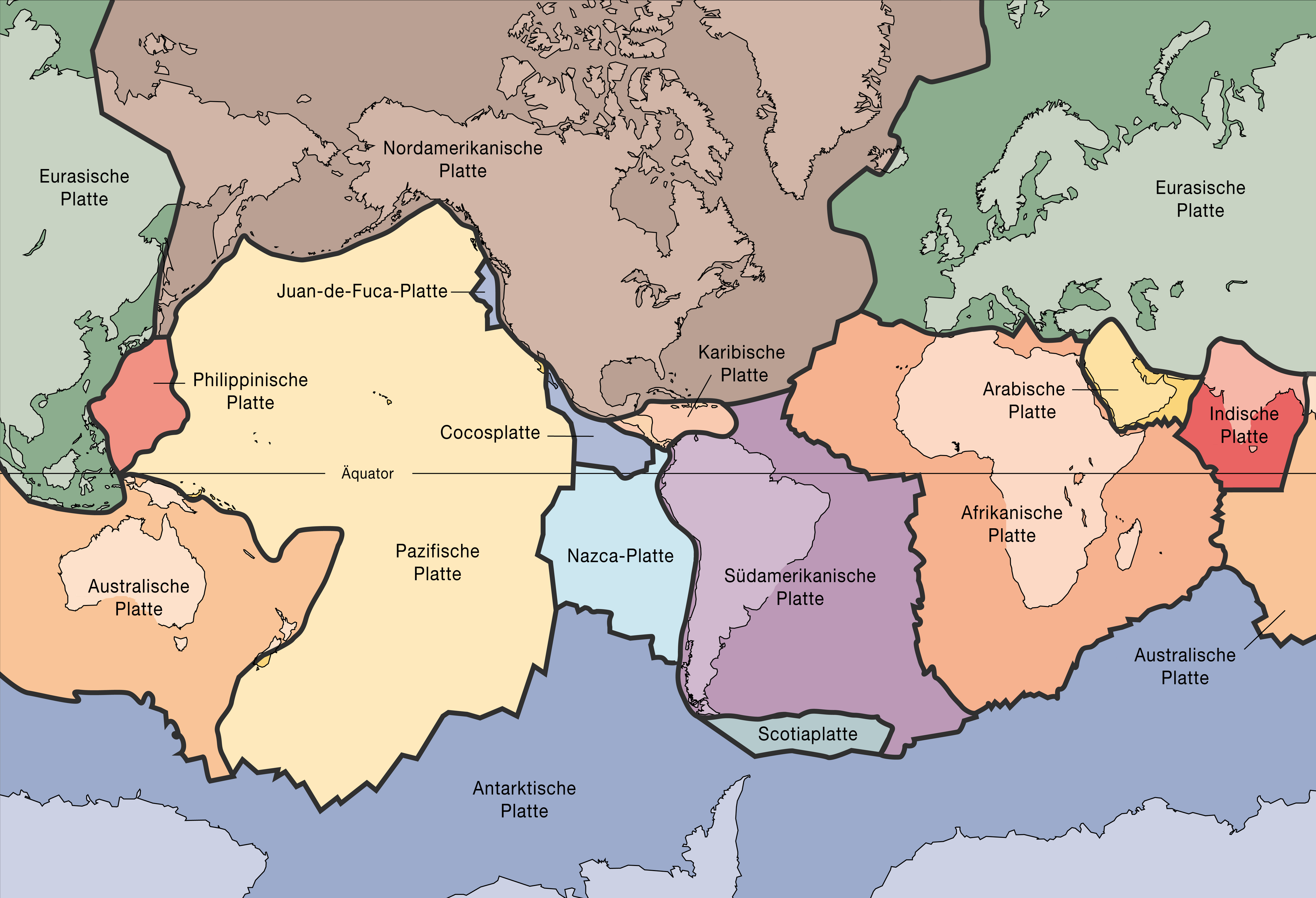
Tektonische Platten mit Kontinenten im Hintergrund

Der Phoenixgraben ist eine bis 7315 m tiefe und 500 km lange Tiefseerinne im Zentrum des Pazifischen Ozeans (Pazifik). 

## Geographie
Als Teil des Fanningbeckens liegt der Phoenixgraben, dessen tiefste Stelle Hilgardtief heißt, östlich der Phönix-Inseln etwa zwischen 0 (Äquator) und 5° südlicher Breite sowie 166 und 168° westlicher Länge.

## Meerestiefs
Im Phoenixgraben befindet sich unter anderem dieses Meerestief:
- Hilgardtief (7.315 m), tiefste Stelle im Phoenixgraben